# ألان س. غرينبيرغ
ألان س. غرينبيرغ (بالإنجليزية: Alan C. Greenberg)‏ هو لاعب الجسر ‏ أمريكي، ولد في 3 سبتمبر 1927 في أوكلاهوما سيتي في الولايات المتحدة، وتوفي في 25 يوليو 2014 في مانهاتن في الولايات المتحدة.

## وصلات خارجية
- ألان س. غرينبيرغ على موقع إن إن دي بي (الإنجليزية)